# Insieme per caso
Insieme per caso (Unconditional Love) è un film del 2002 diretto da P. J. Hogan.

## Trama
Grace è una casalinga appassionata da sempre del cantante melodico Victor Fox. Dopo essere stata lasciata dal marito, riceve un'ulteriore batosta, quando il suo cantante del cuore viene brutalmente assassinato dall'assassino seriale "balestra killer". Decide così di partire per l'Inghilterra, madre patria del cantante, per assistere ai suoi funerali.
Grace scopre che quello che credeva un simbolo di virilità, era gay ed era fidanzato da molti anni con Dirk. Tra lei e Dirk nascerà una bella amicizia, che li porterà a Chicago, alla ricerca del serial killer che ha ucciso Victor. Aiutati dalla nuora nana di Grace, i tre, uniti dalle loro diversità, troveranno il killer ed il meritato successo.

## Curiosità
- Nel film appare in un cameo l'attrice e cantante Julie Andrews, nella parte di se stessa.
- Come era accaduto in uno dei precedenti film di Hogan, Il matrimonio del mio migliore amico, viene utilizzato un brano (Close to You) di Burt Bacharach.
- Nel finale del film appare Barry Manilow.